# Göle
Göle (en armenio: Կող, romanizado: Kogh; en georgiano: კოლა, romanizado: k'ola; en kurdo: Mêrdînik) es una pequeña ciudad en la provincia de Ardahan en Turquía. La ciudad se conocía anteriormente como Merdenik, Merdinik o Ardahan-ı Küçük («Pequeña Ardahan» en turco otomano). Es la sede del distrito de Göle. Su población es de 5775 (2021).

## Etimología
En armenio, Göle es conocido como Kogb (en armenio: Կող), Merdenek (en armenio: Մերդենեկ), o Merrrenek (en armenio: Մեռենեկ), también es renombrado como Martenik (en armenio: Մարտենիք) en 1918. En griego, la ciudad es conocida como Gkióle (en griego: Γκιόλε) o Mertenék (en griego: Μερτενέκ).

## Historia
El nombre deriva del nombre armenio—Kogh—que puede, a su vez, derivar del antiguo reino de la Cólquida. En la antigüedad esta tierra era parte de Urartu.  En el siglo IV a. C., formaba parte del Reino de Iberia y permaneció como uno de los distritos del Ducado de Tsunda. Desde el siglo II a. C. hasta el siglo IV d. C., este lugar formaba parte de la Gran Armenia. Durante los siglos posteriores cambió frecuentemente de manos entre íberos y armenios. En el siglo VII pasó al Califato árabe. En el siglo VIII pasó a formar parte del Reino de los iberos en lucha contra la ocupación árabe.  Durante los siglos X-XV, esta región era parte del Reino Unido de Georgia. En el siglo XVI, estaba dentro del Principado de Samtsje hasta que fue ocupado y anexado por el Imperio otomano y organizado en el Eyalato de Mesjetia. Merdenek fue anexada por el Imperio ruso en 1878, donde formaba parte del Óblast de Kars administrado militarmente , específicamente dentro del Gelsky uchastok (subcondado) del Ardahan okrug. TEl distrito incluía aldeas habitadas por varios grupos étnicos, incluidas 40 aldeas turcas y 13 griegas caucásicas. Merdenek fue ocupada brevemente por el Imperio otomano en virtud del Tratado de Brest-Litovsk, sin embargo, después de su retirada en 1919, el control armenio prevaleció hasta finales de 1920.. DDurante la Guerra armenia-turca, la ciudad fue ocupada por la República Democrática de Georgia; en 1921, fue anexada por Turquía, como lo confirma el Tratado de Kars.
Los lugares de interés para los visitantes incluyen la tumba y la mezquita en el pueblo de Dedeşen y los castillos de Kalecik y Ugurtaşı.